# Avdímou
Avdímou (grec moderne : Αυδήμου) est un village chypriote situé dans le district de Limassol et comptant plus de 535 habitants.